# Igralisjte
Igralisjte (bulgariska: Игралище) är ett distrikt i Bulgarien.   Det ligger i kommunen Obsjtina Strumjani och regionen Blagoevgrad, i den sydvästra delen av landet, 130 km söder om huvudstaden Sofia.
I omgivningarna runt Igralisjte växer i huvudsak blandskog. Runt Igralisjte är det ganska glesbefolkat, med 24 invånare per kvadratkilometer.